# Ryan Agar
Ryan Agar (nacido el 21 de junio de 1987) es un tenista profesional australiano.

## Carrera
Participa principalmente en el circuito ATP Challenger Series y sobre todo en modalidad de dobles. Su ranking individual más alto fue el Nº 685 alcanzado el 23 de setiembre del año 2013, mientras que en dobles llegó a ser el Nº 205 el 5 de mayo del 2014.
Ha ganado hasta el momento 2 título de la categoría ATP Challenger Series en toda su carrera. Fueron en la modalidad de dobles ganando el Traralgon Challenger en el año 2013 y el Tallahassee Tennis Challenger en 2014.

## Títulos; 2 (0 + 2)
| Leyenda                        | Individuales | Dobles |
| ------------------------------ | ------------ | ------ |
| Grand Slam (tenis)\|Grand Slam | 0            | 0      |
| ATP World Tour Finals          | 0            | 0      |
| ATP World Tour Masters 1000    | 0            | 0      |
| ATP World Tour 500 Series      | 0            | 0      |
| ATP World Tour 250 Series      | 0            | 0      |
| ATP Challenger Series          | 0            | 2      |

### Dobles
| N.º | Fecha      | Torneo                    | Superficie | Compañero       | Oponentes en la final             | Resultado |
| --- | ---------- | ------------------------- | ---------- | --------------- | --------------------------------- | --------- |
| 1.  | 03.11.2013 | Challenger de Traralgon   | Dura       | Adam Feeney     | Dane Propoggia Jose Rubin Statham | 6–3, 6-4  |
| 2.  | 03.05.2014 | Challenger de Tallahassee | Dura       | Sebastian Bader | Björn Fratangelo Mitchell Krueger | 6-4, 7-63 |